# Devotions
Devotions is een muziekalbum van de Noorse pianist Ketil Bjørnstad. Het is opnieuw een kruising tussen rustige jazz en klassieke muziek.
Het album is opgenomen in januari 2007 in de Rainbow Studio, onder leiding van opnametechnicus Jan Erik Kongshaug.

## Musici
- Ketil Bjørnstad – Piano;
- Axel Reil – drums en percussie;
- Wolfgang Puschnig – altfluit, altsaxofoon en basklarinet
- Arild Anderson – contrabas.

## Composities
1. The window
2. Here
3. The moon arising
4. The tree in the courtyard
5. Silhouettes
6. I will go there
7. The first room
8. Confession
9. Approaching the sea
10. Devotion
11. White
12. Red
13. Black
14. The inner story
15. A sudden thought
16. Nexus.

Alle composities zijn van Bjørnstad; tracks 11, 12 en 13 vormen de Dance of Life Suite naar Edvard Munch.